# Ronald Álvarez
Ronald Daniel Álvarez Magallanes, noto semplicemente come Ronald Álvarez (Montevideo, 14 novembre 1997), è un calciatore uruguaiano, centrocampista del Colón.

## Caratteristiche tecniche
È un centrocampista centrale.

## Carriera
Cresciuto nel settore giovanile del Cerro, ha esordito in prima squadra il 2 settembre 2018 disputando l'incontro di Primera División Profesional perso 3-2 contro il Peñarol.